# Benedikt Doll
Benedikt Doll (n. 24 martie 1990, Titisee-Neustadt, Republica Federală Germania, Germania) este un biatlonist ce a reprezentat Germania, medaliat olimpic. A participat la 2 ediții ale Jocurilor Olimpice (2018, 2022) în care a câștigat o medalie de bronz.